# Curtil-sous-Burnand
Curtil-sous-Burnand ist eine französische Gemeinde mit 139 Einwohnern (Stand 1. Januar 2022) im Département Saône-et-Loire in der Region Bourgogne-Franche-Comté (vor 2016 Bourgogne). Die Gemeinde gehört zum Arrondissement Chalon-sur-Saône und zum Kanton Cluny (bis 2015 Saint-Gengoux-le-National).

## Geografie
Curtil-sous-Burnand liegt etwa 35 Kilometer nordnordwestlich von Mâcon und etwa 27 Kilometer südwestlich von Chalon-sur-Saône.
Nachbargemeinden von Curtil-sous-Burnand sind Burnand im Norden, Savigny-sur-Grosne im Osten, Bonnay im Süden und Südosten, Saint-Ythaire im Süden und Südwesten sowie Burzy im Westen.

## Bevölkerungsentwicklung
| Jahr                      | 1962 | 1968 | 1975 | 1982 | 1990 | 1999 | 2006 | 2013 |
| Einwohner                 | 164  | 161  | 157  | 134  | 130  | 138  | 129  | 133  |
| Quelle: Cassini und INSEE |      |      |      |      |      |      |      |      |

## Sehenswürdigkeiten

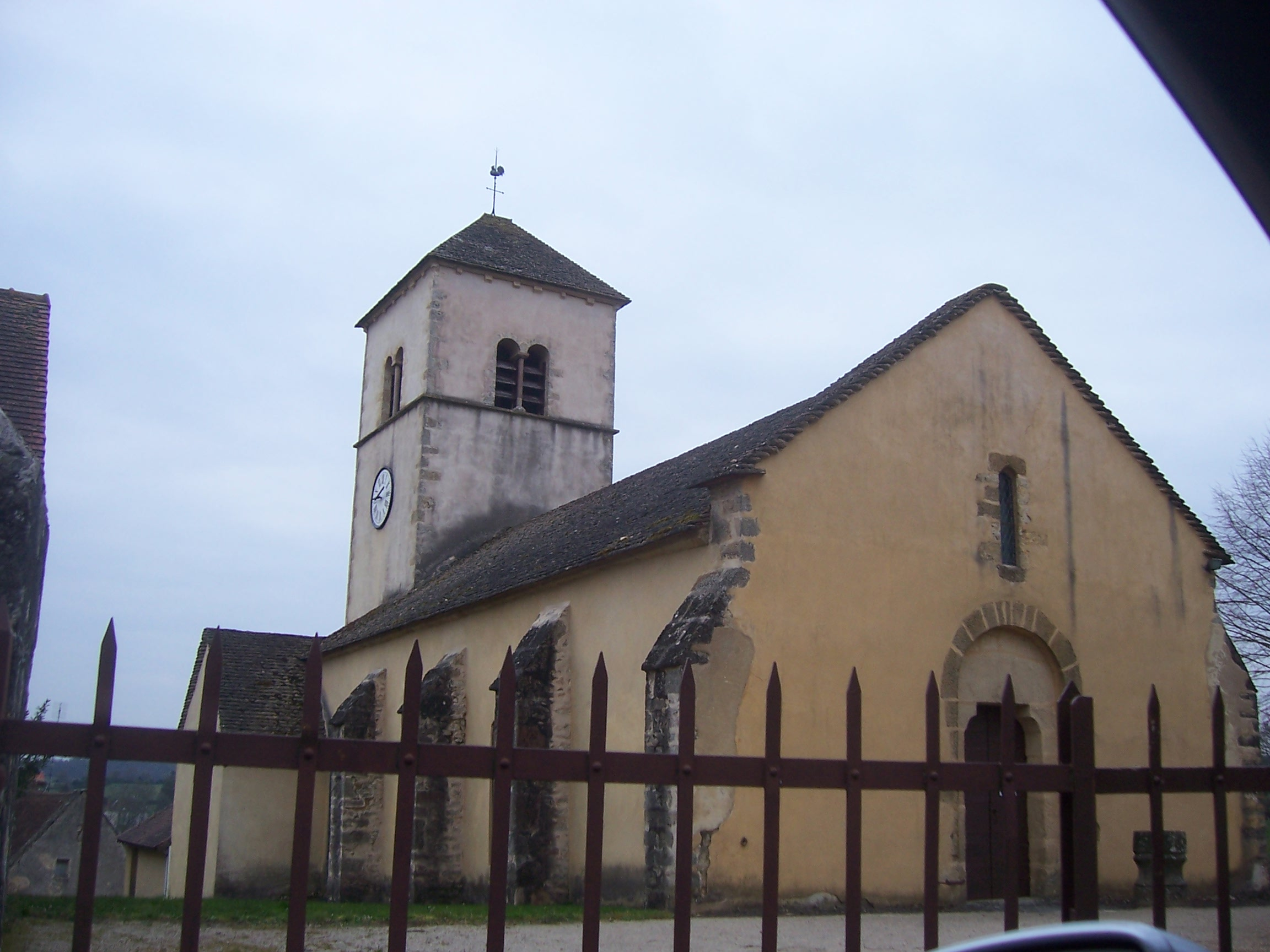
Kirche Saint-Pierre

- Kirche Saint-Pierre, seit 1993 Monument historique
- Merowingernekropole
- Schloss von La Vendée